# RoboBlitz
『RoboBlitz』は、2006年に発売された、ロボットを操作する三人称視点のアクションゲームである。Microsoft Windows XPとXbox 360向けにダウンロード販売された。日本語を含む8言語に対応している。

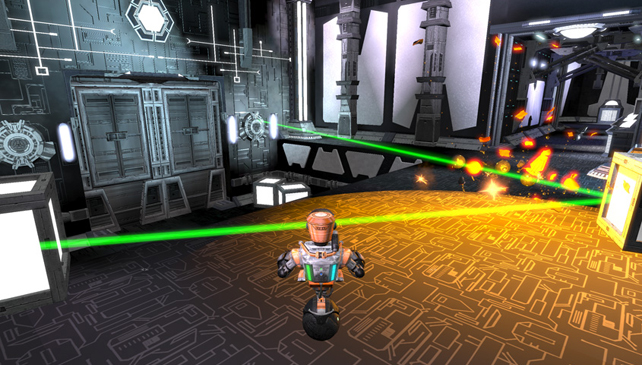
ゲーム画面のスクリーンショット。